# Peter Lindvall
Bo Peter Lindvall, född den 23 februari 1968 är en svensk företagsledare med erfarenhet från både näringsliv och offentlig sektor.  
Peter Lindvall är sedan januari 2016 regiondirektör för Region Gotland.  Innan han fick tjänsten som regiondirektör av regionstyrelsen var han bl.a. VD för Länsförsäkringar Gotland, VD för LRF Konsult samt de kommunala bolagen Inspiration Gotland och Wisby Strand. Utöver det så har han varit styrelseledamot i flera olika bolag, bland annat Hansahälsan AB, Länsförsäkringar Gotland, Arriba Byggnads AB och har även suttit i Länsstyrelsens insynsråd. 

Peter Lindvall har bland annat studerat på Stockholms Universitet, IHM Business School och Handelshögskolan i Stockholm. 